# Miecz (żeglarstwo)

Miecz jachtowy

Miecz nazywany dawniej też szwert lub szwerta – ruchomy płat nośny, element konstrukcyjny żaglowych jednostek pływających. Dzięki swoim własnościom hydrodynamicznym umożliwiający żeglugę kursami ostrymi. Zadaniem miecza jest ograniczanie znoszenia bocznego (dryfu) jednostki przy wietrze innym niż prosto z rufy. 
Miecze są sztywnymi płetwami, wystającymi pionowo w dół (lub lekko do tyłu) z kadłuba jednostki. Wytwarza się je ze stali, aluminium, laminatów, drewna i innych materiałów, często dociążając je elementami ołowianymi lub żeliwnymi. Ich kształt i przekrój są zależne od technologii, materiału i przewidywanej szybkości żeglugi. Miecze o małej smukłości (stosunku kwadratu wysokości do powierzchni) są skuteczniejsze przy bardzo niskiej szybkości (np. manewrowej), dla szybkich jachtów regatowych projektowane są bardzo smukłe miecze, o starannie dobranym profilu. Tańsze lecz dużo mniej sprawne są miecze nieprofilowane, z płaskiej blachy lub płyty.  Miecze są elementami ruchomymi, tzn. można je w razie potrzeby chować do wnętrza jednostki do skrzyni mieczowej, zmniejszając zanurzenie bądź opór czołowy przy kursach z wiatrem, stąd ich popularność na wodach śródlądowych.
Na jachtach pływających na akwenach o większych głębokościach (morza, oceany, największe jeziora) zamiast miecza stosuje się płetwy przymocowane na stałe do dna jednostki i powiązane z balastem, stanowiące przedłużenie części stępki. Są to: bulbkil, falszkil oraz finkil. Spełniają one rolę płata nośnego, ale także – w przeciwieństwie do lekkiego miecza – zwiększają moment prostujący jachtu poprzez przesunięcie w dół środka ciężkości kadłuba.
Jachty posiadające miecz nazywamy jachtami mieczowymi (w przeciwieństwie do jachtów balastowych, błędnie zwanych "kilowymi"). Obciążony miecz może spełniać również rolę balastu, a wtedy oprócz sterowności jednostki poprawia również jej stateczność (jeśli jest opuszczony). Poza ciężkim mieczem jacht może posiadać również dodatkowy balast zawarty wewnątrz kadłuba, lub w płytkiej płetwie balastowej (falszkilu, nazywanym też skegiem), przez którą przechodzi miecz. Takie jachty nazywamy jachtami balastowo-mieczowymi. Są one szczególnie popularne na wodach śródlądowych, zamkniętych i przybrzeżnych ze względu na zwiększoną stateczność (w porównaniu z jachtami mieczowymi, bezbalastowymi) i regulację zanurzenia, co umożliwia rejsy po akwenach niedostępnych dla jachtów ze stałą płetwą balastową. Jachty balastowo-mieczowe są powszechnie uważane za zbyt mało stateczne i dzielne, aby nadawały się do żeglugi pełnomorskiej; liczne dalekie rejsy, także oceaniczne, dokonywane na jachtach balastowo-mieczowych wydają się temu zaprzeczać.

## Historia

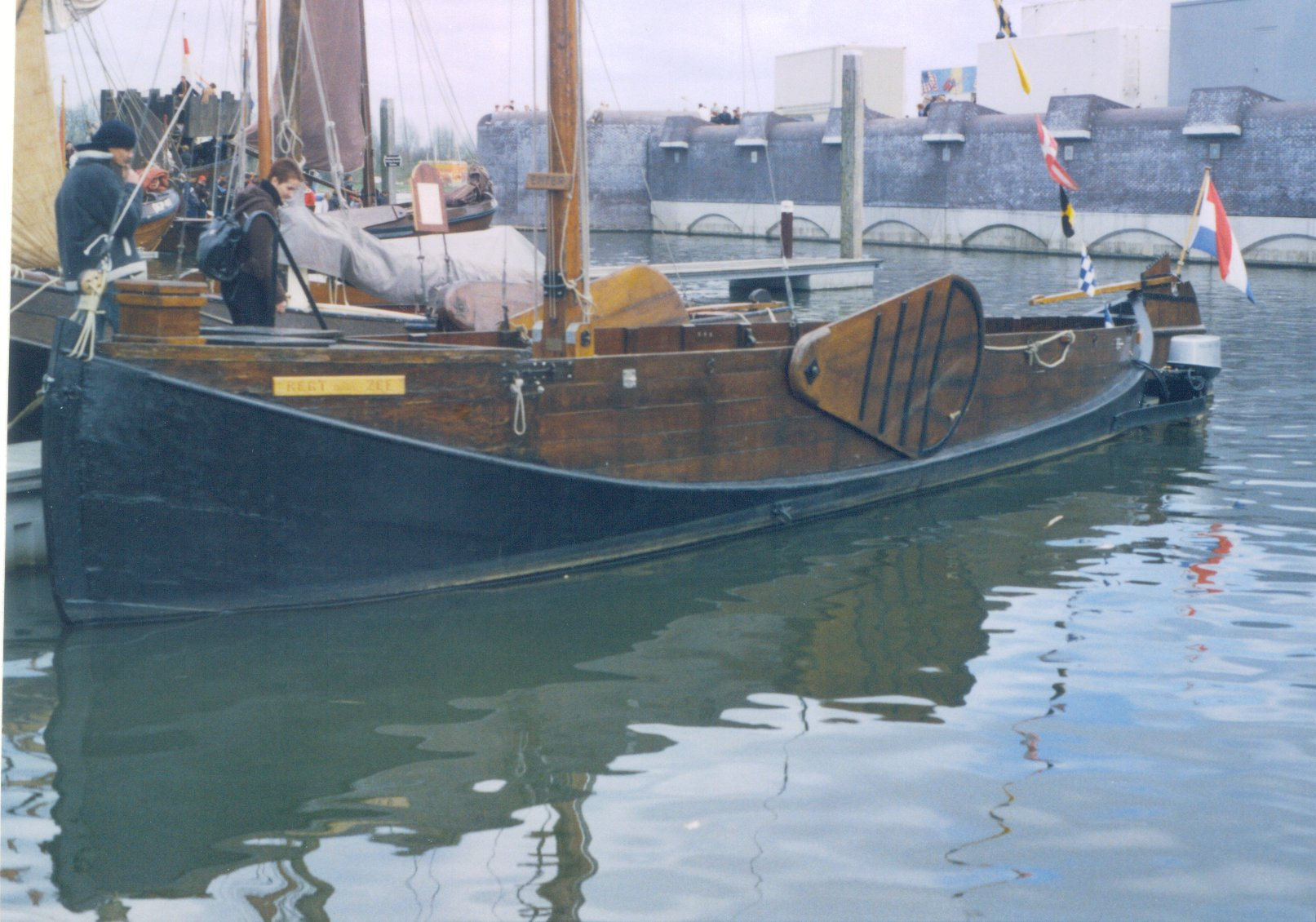
Holenderska łódź z mieczami bocznymi.

Jako pierwsi płetwy mieczowe zastosowali Inkowie w swoich tratwach. Były to wsuwane między belki miecze szybrowe. Zauważyli oni, że zwiększa to znacznie opór boczny, a więc i zmniejsza dryf, pozwalając na skuteczną żeglugę na kursach ostrych. Dodatkowo przesuwanie mieczy w kierunku dziobu lub rufy umożliwiało zmianę położenia środka bocznego oporu i kontrolę stateczności kursowej. Wpływ tych konstrukcji na europejskie budownictwo okrętowe jest wątpliwy i mało prawdopodobny. Na przełomie XIII i XIV wieku w Chinach stosowano miecze burtowe. Mocowane były na zewnątrz kadłuba w centralnej części jednostki oraz umożliwiały ich płynne podnoszenie i opuszczanie. Podczas żeglugi zanurzony był jedynie miecz burty zawietrznej. Tę samą koncepcję zastosowali Holendrzy w XVI wieku stając się w ten sposób pierwszymi europejczykami, którzy wprowadzili do konstrukcji jachtów miecze. Żegluga na płytkich zalewowych wodach holenderskich używanymi wówczas jednostkami o dużym ciężarze i zanurzeniu była niemożliwa. Aby zapewnić minimalny dryf przy niewielkim zanurzeniu łodzi, do jej burt mocowano obrotowo drewniane deski lub tarcze, z których nawietrzna samoczynnie podnosiła się do góry po nabraniu szybkości, a zawietrzna, opuszczona i dociskana przez opływ wody do burty, zwiększała opór boczny w stopniu umożliwiającym halsowanie. Szybko zauważono, że na kursach ostrych miecz jest niezbędny, podczas gdy na kursach pełnych stanowi dodatkowy opór. Zmusiło to konstruktorów do projektowania nowych systemów opuszczania oraz podnoszenia mieczy, tak aby były łatwe w obsłudze i jak najmniej zawodne. Pierwsza konstrukcję z mieczem szybrowym powstała w XVIII wieku. Skuteczność nowych rozwiązań była tak duża, że Admiralicja brytyjska poleciła budowę jednostek wojennych wyposażonych w miecze. Problemy z nieszczelnością skrzynek mieczowych spowodowały, że zrezygnowano z tego pomysłu na dużych statkach. Za okres intensywnego rozwoju jednostek mieczowych przyjmuje się XIX wiek. W 1811 r. bracia Swain w USA opatentowali obrotowy miecz umieszczony w centralnej części jachtu w skrzynce mieczowej. Jachty mieczowe nabrały znacząco popularności po roku 1920, kiedy wprowadzono do regat olimpijskich bezpokładowe łodzie mieczowe. Spowodowało to wzrost współzawodnictwa oraz rozpowszechnienie tego typu jednostek na akwenach śródlądowych. Niedługo później konstrukcje mieczowe zdominowały jachty balastowe w regatach olimpijskich. Jedną z najpowszechniejszych klas mieczowych jest zaprojektowana przez U. van Essena konstrukcja Latający Holender.   

## Typy i mechanizmy mieczy
- obrotowy (uchylny) – podniesienie następuje poprzez obrócenie miecza zawieszonego na osi, najczęściej za pomocą zamocowanego w odpowiednim miejscu fału; w wypadku ciężkiego miecza konieczne jest zastosowanie talii o wielokrotnym przełożeniu, kabestanu różnicowego lub windy fałowej; spotykane są także mechanizmy oparte na przekładniach zębatych lub śrubowych.

Szczególnym rodzajem miecza obrotowego jest tzw. "składany kil": zawieszona obrotowo (z osią na przednim końcu) pod dnem kadłuba ciężka, stalowa płyta; analogicznie do zwykłego miecza może być opuszczona prostopadle do dna (maksymalne zanurzenie) lub podniesiona, ułożona wzdłuż dna (minimalne zanurzenie) -ponieważ nie chowa się do wnętrza kadłuba, nie potrzebuje skrzyni mieczowej. Składany kil jest coraz rzadziej spotykany, ze względu na niewielką sprawność i problemy konstrukcyjne z mocowaniem osi i fału. Nieco częściej stosowany (na jachtach morskich i zatokowych o tradycyjnych kształtach) jest miecz obrotowy, chowany do wnętrza falszkilu, który spełnia rolę zewnętrznej skrzyni mieczowej.
- szybrowy – podniesienie następuje poprzez wyciągnięcie miecza w górę. Ze względu na ciężar miecza szybrowego (który z reguły spełnia rolę balastu), konieczne jest zastosowanie talii, często w formie rzędu bloczków umieszczonych wzdłuż górnej krawędzi miecza, ze względu na charakterystyczny wygląd nazywanej "lirą" lub "harfą". Na większych lub bardziej luksusowych jachtach stosuje się mechanizmy zębatkowe, napędzane elektrycznie, lub hydrauliczne. Ważnym elementem mechanizmu miecza szybrowego jest blokada -ponieważ nie jest oparty na osi, konieczne jest zabezpieczenie przed wypadnięciem miecza ze skrzyni w wypadku awarii mechanizmu podnoszącego lub zerwania fału.

Miecz obrotowy jest bardzo użyteczny w żegludze na płytkich wodach: w razie natrafienia na mieliznę lub przeszkodę, samoczynnie może się unosić ("uchylać"), co zapobiega uszkodzeniom kadłuba. Jego dodatkową, choć rzadko wykorzystywaną zaletą jest możliwość regulacji położenia środka bocznego oporu łodzi, poprzez zmianę kąta obrotu, co może polepszać sterowność i zrównoważenie żaglowe. 
Miecze szybrowe są trudniejsze w obsłudze, i bardziej podatne na uszkodzenia, za to dużo bardziej sprawne hydrodynamicznie; stosuje się je raczej na jachtach regatowych i regatowo-turystycznych. W najprostszej formie (lekkiej płetwy wsuwanej "ręcznie" do otwartej skrzynki mieczowej) stosowane są w najmniejszych żaglówkach regatowych (Optymist) lub rekreacyjnych.
Jednym z powodów przewagi miecza szybrowego nad obrotowym jest, w wypadku miecza obrotowego, długi otwór skrzyni mieczowej w dnie, konieczny, aby umożliwić schowanie obracającego się miecza (miecz szybrowy jest ściśle dopasowany do światła skrzyni). Otwór ten przy opuszczonym mieczu powoduje bardzo duże opory hydrodynamiczne, i w jachtach regatowych bywa zasłaniany elastycznymi przesłonami, które jednak podlegają szybkiemu zużyciu. 
Problem ten nie dotyczy miecza tzw. sektorowego, o kształcie wycinka koła; przy odpowiednim umieszczeniu osi miecz taki w każdym położeniu wypełnia światło skrzyni mieczowej. Jednak właśnie ze względu na kształt (i wynikającą z niego niewielką smukłość) miecz sektorowy ma niewielką sprawność przy większych szybkościach, dodatkowo pogorszoną przez brak możliwości optymalnego wyprofilowania. Miecze sektorowe, dawniej powszechnie stosowane nawet w łodziach regatowych (np. Omedze J. Sieradzkiego, 1942 r.) obecnie używane są prawie wyłącznie jako pomocnicze w jachtach balastowych lub motorowych.
Od dawna, także przez polskich konstruktorów, podejmowane są próby skonstruowania miecza hybrydowego, który łączyłby sprawność miecza szybrowego z odpornością na kolizje miecza obrotowego, jednak proponowane, czasem bardzo wyrafinowane, mechanizmy nigdy nie zyskały szerszej popularności.

## Miecze podwójne i pomocnicze
Miecze są stosowane nie tylko na jachtach żaglowych, ale także na innych jednostkach. Wtedy najczęściej są stosowane w wersji zewnętrznej, jako miecze przytwierdzane do burt. Takie rozwiązania są stosowane np. w kajakach lub wiosłowych pontonach posiadających jako dodatkowy napęd żagle.
W niektórych turystycznych jachtach, głównie śródlądowych, stosuje się dwa miecze w skrzynkach mieczowych położonych w pobliżu burt; w czasie pływania opuszczony jest tylko miecz zawietrzny. Miecze te nie muszą być równoległe do płaszczyzny symetrii łodzi, dzięki czemu możliwe jest zwiększenie kąta natarcia i powierzchni czynnej miecza pracującego, co zmniejsza dryf. Dodatkową zaletą takiego rozwiązania jest zwiększenie powierzchni mieszkalnej wewnątrz kadłuba (skrzynki mieczowe mogą być ukryte np. pod kojami). W praktyce jachty dwumieczowe są obecnie rzadko spotykane, głównie ze względu na skomplikowaną obsługę przy zwrotach, a także podwyższenie kosztów budowy kadłuba. Miecze spotykane są niekiedy w pływakach wielokadłubowców (gł. trimaranów); zwiększają one opór boczny zanurzonego pływaka, a jeśli są umieszczone pod odp. kątem, mogą też przeciwdziałać sile przechylającej; dotyczy to jednak raczej jachtów regatowych.
Na balastowych jachtach morskich, zwłaszcza regatowych, spotyka się czasem miecze pomocnicze, służące do regulacji położenia środka bocznego oporu, co ma duże znaczenie dla minimalizacji oporów ruchu (a zatem zwiększenia szybkości) jachtu, może też znacznie wpłynąć na jego zachowanie np. na fali. Najczęściej jest to miecz rufowy, z reguły szybrowy, którego wysunięcie zmniejsza nawietrzność jachtu. Dużo rzadziej spotykane są miecze dziobowe, działające odwrotnie (zmniejszające ew. zawietrzność). W największych "maszynach regatowych" (podwójne i w układzie "tandem") miecze, z reguły przesuwne i/lub wychylne są najważniejszym elementem przeciwdziałającym dryfowi, ponieważ balast zawieszony jest na wąskich wysięgnikach spełniających głównie konstrukcyjną rolę; takie rozdzielenie funkcji jest spowodowane dążeniem do umożliwienia najlepszego dopasowania kształtu części podwodnej jachtu do zmieniających się warunków żeglugi.
Miecze używane bywają także na niewielkich jednostkach motorowych, np. wypornościowych jachtach turystycznych (tzw. houseboat). Jachty takie charakteryzują się niewielkim zanurzeniem (ze względu na możliwość żeglugi po rzekach, kanałach itp. płytkich akwenach) a także stosunkowo wysokimi nadbudówkami o dużej powierzchni bocznej (ze względu na komfort i pojemność kabin); poruszają się one na ogół z niewielką szybkością (6 – 12 km/h). Zespół tych czynników powoduje znaczną wrażliwość na wiatr boczny, niebezpieczną w czasie manewrów, a także powodującą zwiększenie zużycia paliwa ze względu na konieczność kompensowania dryfu. Z tego względu niektóre houseboaty wyposażone są w miecze centralne, zwykle obrotowe o niewielkiej smukłości, wystarczająco sprawne przy małych szybkościach, ale nie zwiększające nadmiernie zanurzenia. Na bardzo małych jednostkach stosowane są raczej miecze boczne, gł. ze względu na oszczędność miejsca w kabinie.
W czasie rejsu tratwy Kon-Tiki, załoga odkryła możliwość ustawiania tratwy na samosterowność na ustalonym kursie względem wiatru, przez odpowiednie ustawienie mieczy. (Miecze były wsuwane w różne miejsca w szczeliny między pniami tratwy). Wiedza ta była znana XVII wiecznym tubylcom z terenów Peru, lecz została zapomniana gdy zaprzestano używać tratw z balsy.

## Bezpieczeństwo
W ciężkich (sztormowych) warunkach słabymi stronami jachtów balastowo-mieczowych są: skrzynia mieczowa (jednak w nowoczesnych konstrukcjach jest ona integralną częścią kadłuba i raczej go wzmacnia niż osłabia) i sposób mocowania miecza. W większości wypadków zwłaszcza miecz obrotowy jest zamocowany dość luźno, aby ułatwić jego podnoszenie i opuszczanie; prowadzi to do nadmiernej pracy miecza podczas kołysania na fali. Odgłosy z tym związane znacznie obniżają komfort żeglugi, a zużycie osi i innych elementów mechanizmu miecza może prowadzić do bardzo niebezpiecznych awarii. Można temu zapobiegać przez stosowanie różnorakich blokad, stoperów etc., które jednak nie zawsze spełniają swoje zadanie. W warunkach morskich bezpieczniejszy jest na ogół miecz szybrowy.
Abstrahując od technicznych problemów związanych z mieczem podczas ciężkiej pogody, możliwość zmniejszenia zanurzenia może znacznie wpływać na bezpieczeństwo żeglugi. Moment przechylający spowodowany naporem wiatru na żagle i siły działające na kadłub są wprost proporcjonalne do zanurzenia jachtu. Podniesienie (całkowite lub częściowe) miecza zmniejsza przechył, za cenę uniemożliwienia efektywnej żeglugi na wiatr. Nawet jeśli miecz spełnia rolę balastu, jego podniesienie i związane z tym zmniejszenie momentu bezwładności może znacznie uspokoić ruchy jachtu na fali.
W warunkach ekstremalnych (załamujące się bardzo wysokie fale) tradycyjne jachty balastowe o długich, płytko zanurzonych płetwach balastowych ze względu na duży ciężar i bezwładność stawiają znaczny opór falom, co może prowadzić do uszkodzeń takielunku i samego kadłuba. Nowoczesne, lekkie jachty z wąskimi płetwami ze względu na duże zanurzenie w większym stopniu podlegają prądom orbitalnym i siłom przechylającym, co zwiększa pracę kadłuba na fali i sprzyja wywrotkom. Jachty balastowo-mieczowe z podniesionym mieczem ze względu na małe zanurzenie i obniżony moment bezwładności mogą mieć większe szanse na przetrwanie, pod warunkiem odpowiednio wytrzymałej konstrukcji.
Na każdym akwenie (także na śródlądziu) dobrą praktyką żeglarską jest podnoszenie miecza (niezależnie od refowania czy zrzucenia żagli) w wypadku szkwału czy burzy. Może to zapobiec wywrotce łodzi nawet w bardzo silnym szkwale. Dobrą praktyką jest także podnoszenie (częściowe) miecza zawsze przy kursach wolnych (wiatr z tyłu trawersu); poza zmniejszeniem zbędnych oporów znacznie zwiększa to bezpieczeństwo żeglugi w wypadku zmiennych i porywistych wiatrów. Nie dotyczy to jednak "czystego" fordewindu w silnym wietrze, kiedy to opuszczony miecz może stłumić gwałtowny przechył przy ew. niekontrolowanym przerzuceniu bomu.

## Skrzynka mieczowa
Skrzynka mieczowa to obudowa miecza wystająca z dna kadłuba do wnętrza jachtu na wysokość powyżej poziomu wody za burtą. W wypadku pojedynczego miecza centralnego umieszczona jest w osi symetrii jednostki, na ogół (w konwencjonalnych konstrukcjach) za grotmasztem. Stabilizuje opuszczony miecz oraz zapobiega przedostaniu się wody do wnętrza jachtu. Umożliwia również wyciągnięcie miecza z wody i schowanie go – np. na czas przepływania nad płytkim dnem lub zanurzonymi w wodzie przeszkodami, pływania z pełnym wiatrem (fordewind) oraz w czasie transportu jachtu na lądzie.
W klasycznych konstrukcjach kadłubów, zwł. drewnianych, połączenie skrzyni mieczowej z kadłubem bywało źródłem trudnych do opanowania przecieków, a sama skrzynia (zwł. w lżejszych konstrukcjach) w wypadku znacznych sił dynamicznych działających na miecz, była narażona na wyłamanie, co powodowało najczęściej błyskawiczne zalanie wnętrza i zatonięcie łodzi. W nowoczesnych konstrukcjach skorupowych, zwł. laminatowych, skrzynia mieczowa jest na ogół integralną częścią kadłuba, nie naruszającą ciągłości poszycia, a także wzmacniającą i usztywniającą całą konstrukcję łodzi.
Ze skrzynką mieczową powiązane są także pewne elementy humoru żeglarskiego.